# Reint E. Gropp
Reint E. Gropp (* 21. Dezember 1966 in Bottrop) ist ein deutscher Volkswirt und Präsident des Leibniz-Instituts für Wirtschaftsforschung Halle (IWH) sowie Professor für Volkswirtschaftslehre an der Otto-von-Guericke-Universität Magdeburg. Seine Forschungsschwerpunkte liegen im Bereich Finanzökonomik, Makroökonomik, Unternehmensfinanzierung sowie Geld und Banken.

## Leben
Gropp studierte Volkswirtschaftslehre an der Albert-Ludwigs-Universität Freiburg und der University of Wisconsin, Madison. Im Jahr 1994 schloss er dort seine Promotion in Economics ab.
Von 1994 bis 1999 war er für den Internationalen Währungsfonds (IWF) in Washington, D.C. sowie von 1999 bis 2007 in verschiedenen Positionen für die Europäische Zentralbank (EZB) tätig, zuletzt als Deputy Head der Financial Research Division. Danach war Gropp bis 2012 an der EBS Universität Wiesbaden Professor für Financial Economics und Taxation. Von 2012 bis 2014 war er Professor an der Goethe-Universität Frankfurt am Main und hatte dort die Stiftungsprofessur für Sustainable Banking and Finance inne.
Seit November 2014 ist Gropp Präsident des Leibniz-Instituts für Wirtschaftsforschung Halle (IWH) und Inhaber eines Lehrstuhls für Volkswirtschaftslehre an der Otto-von-Guericke-Universität Magdeburg. Er ist Fellow des Center for Financial Studies, Frankfurt am Main, und Fellow des Centre for Economic Policy Research (CEPR). Bis 2019 war er Mit-Herausgeber des Review of Finance. Als Berater ist er unter anderem für die Bank of Canada und die Federal Reserve Bank of San Francisco tätig.

## Positionen
Gropp positionierte sich 2024 gegen politische Widerstände einer Übernahme der Commerzbank durch die Unicredit, da es trotz der Europäischen Bankenunion noch keine gesamteuropäische Bank gebe und ein Konsolidierungsprozess der Banken in Deutschland überfällig sei.
Er kritisiert Wirtschaftsförderung, die lediglich alte Produktionstechnik subventioniert und empfiehlt stattdessen die staatliche Förderung von F&E an Hochschulen und Unternehmen. In dieser Hinsicht war er ein früher Kritiker der geplanten Ansiedlung des Chip-Herstellers Intel in Magdeburg. Er plädierte dafür, Investitionsvorhaben für alle Unternehmen und nicht nur ausgesuchte Großunternehmen zu erleichtern sowie sich insbesondere nicht auf die Ansiedlung „verlängerter Werkbänke“ im Produktionsbereich zu konzentrieren. Versuche der Politik, mehr Halbleiterproduktion in Deutschland anzusiedeln, sieht er zudem kritisch, da eine solche Produktion die eigentliche Abhängigkeit von Rohstofflieferanten und anderen Produktionsstandorten nicht verringere.
Ebenfalls 2024 schlug er gemeinsam mit dem IWH-Ökonomen Oliver Holtemöller vor, die grüne Transformation in Deutschland neu auszurichten. Elemente sollten die Definition von Treibhausgasmengenzielen, die Regulierung über den CO2-Preis und den sektorenübergreifenden CO2-Zertifikatehandel, die Einführung von Klimazöllen, die Erhöhung der klimaneutralen Elektrizitätsproduktion, Investitionen in Forschung und Entwicklung und die Abfederung Sozialer Härten sein.
Eine Analyse des von Gropp geleiteten IWH zeigte 2020, dass die Corona-Rezession das Aus für dutzende Banken bundesweit bedeuten könnte, selbst wenn Deutschland die Wirtschaftskrise glimpflich überstehe. Bundesweit würden voraussichtlich tausende Firmen ihre Kredite nicht mehr zurückzahlen können. Diese Kreditausfälle könnten die deutschen Banken so schwer belasten, dass diese selbst in Existenznot geraten. Gefährdet seien vor allem Sparkassen und Genossenschaftsbanken.
Das IWH schlug 2019 in seinem Bericht „Vereintes Land – drei Jahrzehnte nach dem Mauerfall“ vor, dass in den östlichen Bundesländern nur noch die Städte gefördert werden sollten. Nach Kritik von Politikern bekräftigte Gropp diese Position: „Die großen Städte sind Motor der Entwicklung – und strahlen auf das Land aus.“
Im Jahr 2015 hatte Gropp mit Kollegen berechnet, dass sich zwischen 2010 und 2015 Einsparungen für den deutschen Bundeshaushalt von rund 90 Mrd. Euro ergaben, die zumindest teilweise direkt auf die griechische Staatsschuldenkrise zurückführen seien. Der ausgeglichene Haushalt in Deutschland sei zu einem großen Teil auf Zinseinsparungen aufgrund der Krise zurückzuführen.
Mit Forscherkollegen stellte Gropp 2015 einen Zusammenhang zwischen dem Kreditvergabeverhalten von Sparkassen und Kommunalwahlzyklen her. Die Berechnungen legten nahe, dass Kommunalpolitikerinnen und -politiker in Wahljahren ihren Einfluss auf die Kreditvergabe der Sparkassen ausnutzen und diese mehr und höhere Kredite an Unternehmen zahlen. Die in Wahljahren gewährten Kredite seien außerdem von geringerer Qualität und verringerten die Einnahmen der Sparkassen. Zur Verhinderung der politischen Kreditvergabe empfahl Gropp, die Leitungsstruktur der Sparkassen zu verbessern.

## Medien
Das Nachrichtenradio MDR Aktuell produzierte bis 2023 den Podcast Die Wirtschaftsprüfer (ab September 2022 Gropps Wirtschafts-Podcast). Im Gespräch mit dem MDR-Wirtschaftsjournalisten Ralf Geißler erklärte Reint Gropp komplexe Wirtschaftsthemen in einfacher Sprache.

## Mitgliedschaften
- Research Fellow, Center for European Studies (CefES), Mailand (seit 2019)
- Fellow, Centre for Economic Policy Research (CEPR) (seit 2019)
- Advisor, Financial Stability Board (2019/2020)
- Visiting Professor, Universität Amsterdam (2014)
- Visiting Financial Economist, Federal Reserve Bank of San Francisco (2012)
- Duisenberg Fellow, Europäische Zentralbank, Frankfurt am Main (2012)
- Fellow, Center for Financial Studies (CFS), Frankfurt am Main (seit 2008)

## Ausgewählte Publikationen
- Sechs Punkte für eine effiziente grüne Transformation, IWH Policy Notes, Nr. 2, 2024 (mit Oliver Holtemöller)
- Do Public Bank Guarantees Affect Labor Market Outcomes? Evidence from Individual Employment and Wages, IWH Discussion Papers, Nr. 7, 2024 (mit Laura Baessler, Georg Gebhardt, Andre Guettler, Ahmet Taskin)
- Ausstieg aus der Kohle: Herausforderungen bei der Mittelvergabe und -verteilung, in: Wirtschaft im Wandel, Nr. 1, 2024
- Supranational Rules, National Discretion: Increasing versus Inflating Regulatory Bank Capital?, in: Journal of Financial and Quantitative Analysis, Nr. 2, 2024 (mit Thomas Mosk, Steven Ongena, Ines Simac, Carlo Wix)
- Bank Response to Higher Capital Requirements: Evidence from a Quasi-Natural Experiment, in: Review of Financial Studies 32, 2019 (mit T. Mosk, S. Ongena, C. Wix)
- Hidden Gems and Borrowers with Dirty Little Secrets: Investment in Soft Information, Borrower Selfselection and Competition, in: Journal of Banking and Finance 87, 2018 (mit A. Güttler)
- The Effect of Personal Bankruptcy Exemptions on Investment in Home Equity, in: Journal of Financial Intermediation 25, 2016. (mit S. Corradin, H. Huizinga, L. Laeven)
- Spillover Effects among Financial Institutions: A State-Dependent Sensitivity Value-at-Risk Approach, in: Journal of Financial and Quantitative Analysis 2014 (mit Z. Adams, R. Füss)
- The Impact of Public Guarantees on Bank Risk-Taking: Evidence from a Natural Experiment, in: Review of Finance 2014 (mit C. Gruendl, A. Guettler)
- How Important are Hedge Funds in a Crisis?, in: Federal Reserve Bank of San Francisco Economic Letters 2014
- Competition, Risk-shifting, and Public Bail-out Policies, in: Review of Financial Studies 2011 (mit H. Hakenes, I. Schnabel)
- A New Metric for Banking Integration, in: Europe and the Euro, University of Chicago Press 2010 (mit A. Kashyap)
- The Revenue Effect of Trade Liberalization, in: IMF Occasional Papers 1999 (mit L. Ebrill, J. Stotsky)
- The Effect of Bankruptcy Exemptions on Credit Demand and Supply, in: Quarterly Journal of Economics 1997 (mit J. Scholz and M. White)